# Schloss Eijsden

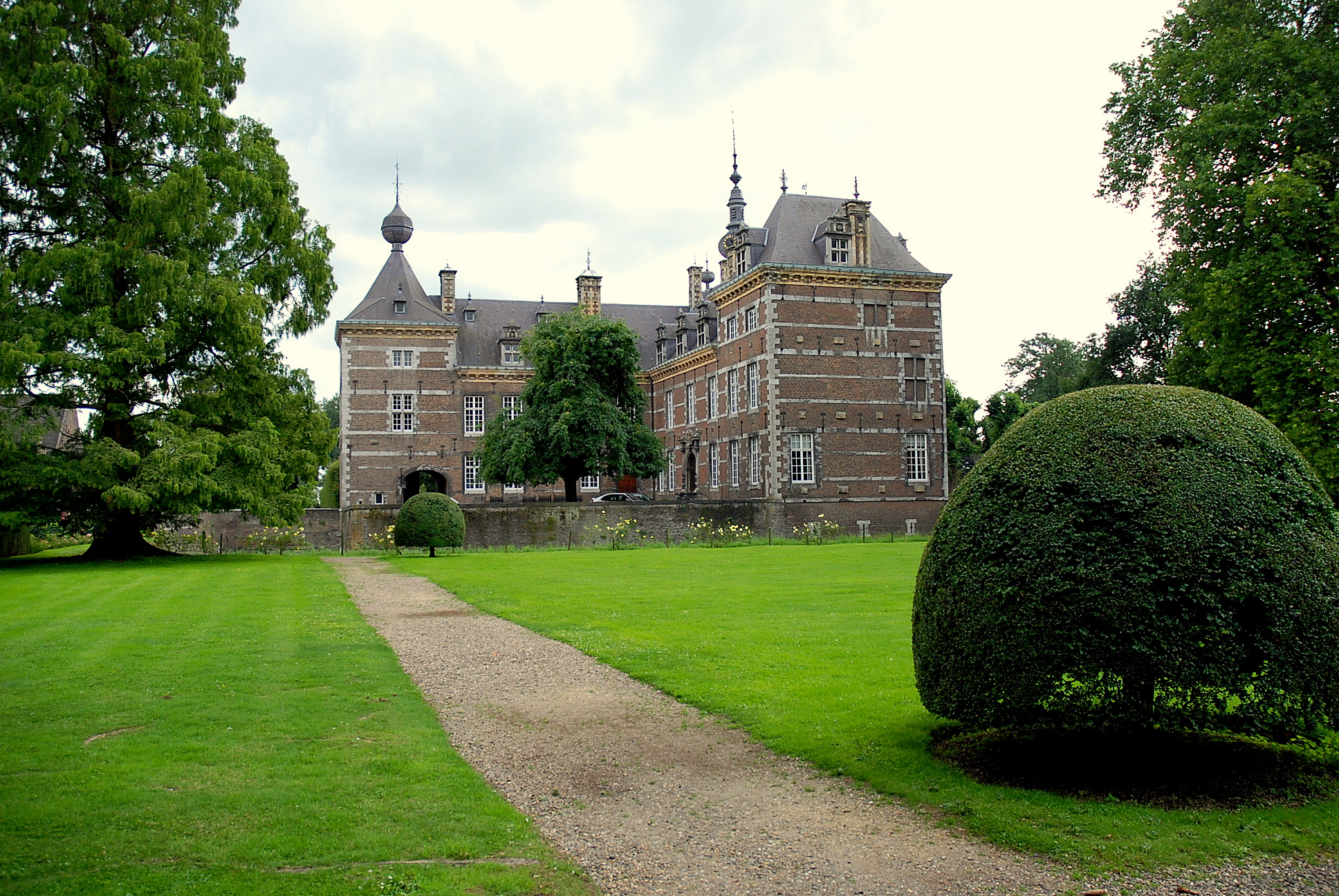
Schloss Eijsden

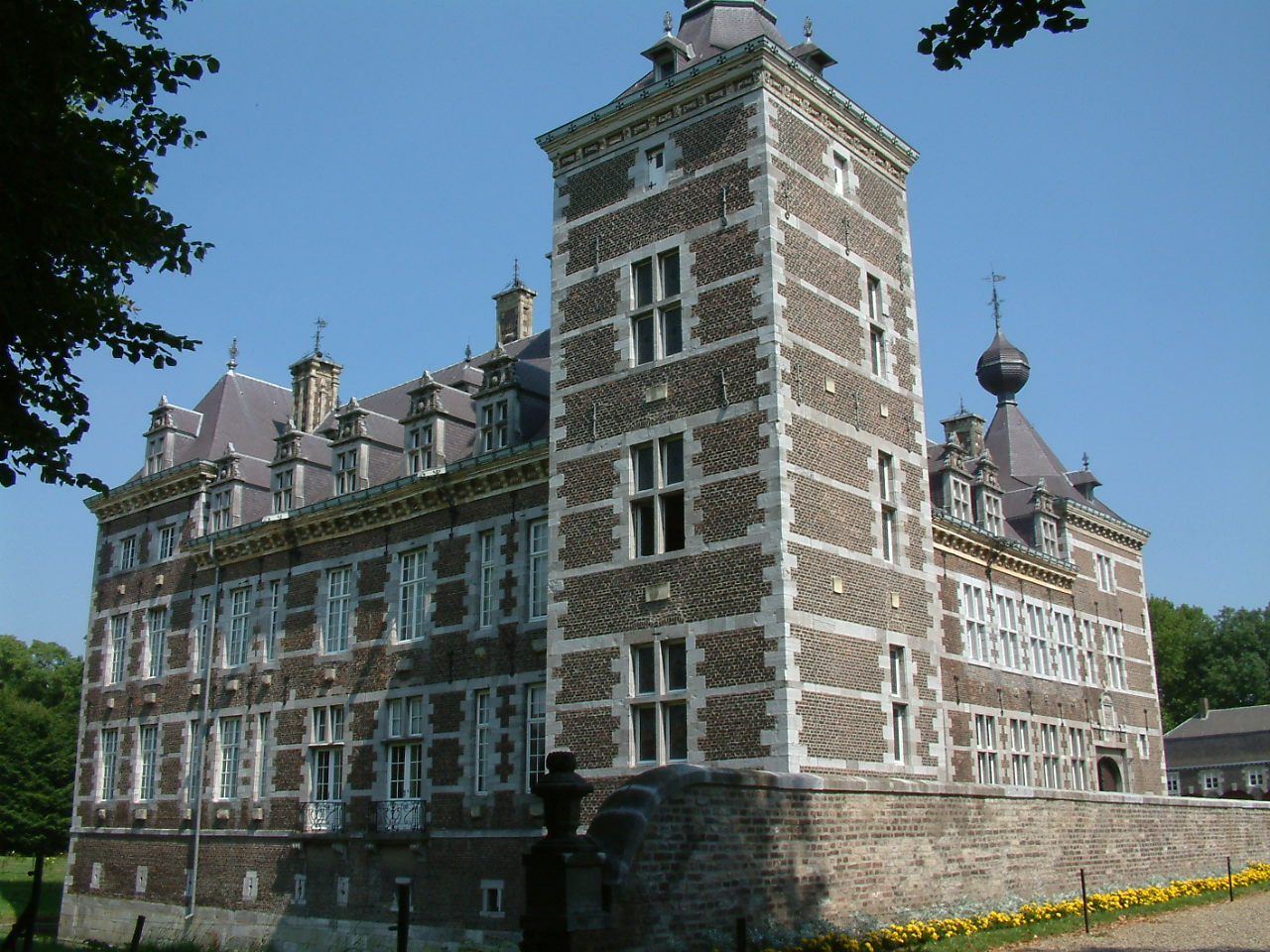
Westseite

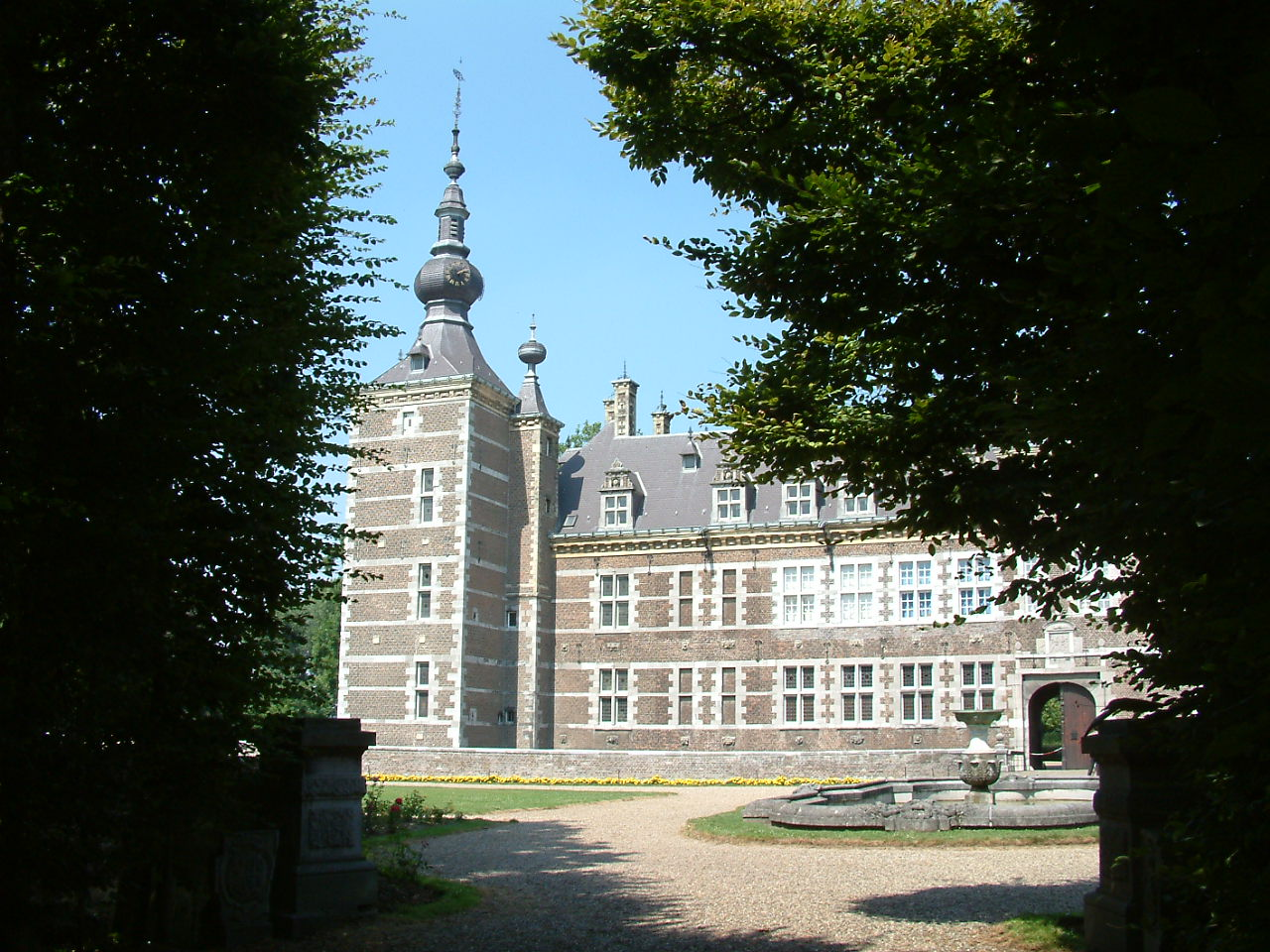
Südseite

Schloss Eijsden (niederländisch Kasteel Eijsden) ist ein Schloss und Nationaldenkmal in der niederländischen Gemeinde Eijsden-Margraten in der Provinz Limburg. Das Schloss liegt an der Maas in der Nähe der Mündung der Voer in die Maas. An der Ostseite des Schlosses befindet sich eine stattliche Auffahrt, an deren anderem Ende eine Marienkapelle mit einem Sühnekreuz steht.

## Geschichte und Bewohner
Im Frühmittelalter war die Burg im Besitz der Fürstbischöfe von Lüttich. Im Jahr 1334 ist vom „Hof zu Esde“ die Rede, der von Herzog Johann III. von Brabant an Dyederic von Montjoy und Valkenburg vergeben wurde. So kam die Herrschaft Eijsden in den Besitz der Herren von Valkenburg in der Person von Walram van Valkenburg. 1558 kam Eijsden in den Besitz von Arnold II. Huyn van Amstenraedt, Herr von Geleen, Drost des Landes Valkenburg, Statthalter von Maastricht in Brabant und Kapitän-General von Limburg und den Landen van Overmaze.
Seine Tochter Anna heiratete Willem de Lamargelle. Ihr Sohn Arnold de Lamargelle war derjenige, der 1636 den alten Hof durch das heutige Schloss mit Lustgarten ersetzte. Durch Erbschaft kam das Schloss nach der Heirat von Anton Ulrich Dominicus Hyacinthe des H.R.Rijksgraaf van Hoensbroeck-Oost (1676–1727) mit Maria Alexandrina Philippina Francisca Godefrida de la Margelle (1684–1713) für kurze Zeit in den Besitz der Familie von Hoensbroeck. Eine Tochter des letzteren, Isabella Adolpha Philippine des H.R. Rijksgravin van Hoensbroeck-Oost, vrouwe van Eijsden (1708–1742), heiratete 1729 Hubert Maur Ferdinand des H.R. Rijksgraaf de Geloes (1698–1763), woraufhin es durch Erbschaft in den Besitz der Familie De Geloes gelangte. Das Wappen dieser Familie befindet sich auf dem Wasserbecken im Vorhof.
Eine der letzten weiblichen Nachkommen des Zweigs der De Geloes d'Eysden, Marie Gräfin de Geloes d'Eysden (1881–1956), heiratete 1902 Marcel Graf de Liedekerke de Pailhe (1875–1931). Ihr Enkel Dr. Marcel Graf de Liedekerke de Pailhe (* 1935) lebt noch heute mit seiner Frau Béatrice Christyn de Ribaucourt im Schloss.

## Beschreibung
Das Schloss wurde 1636 erbaut, 1767 umgebaut und 1881–1886 restauriert. Es besteht aus zwei rechtwinklig zueinander stehenden Flügeln, die an der äußeren Ecke mit einem vorspringenden schweren Eckturm verbunden sind, der von einem schmalen Treppenturm flankiert wird. Beide Türme haben eine Kuppelhaube mit einer Turmspitze. Am Ende des Ostflügels befindet sich ein turmartiges Gebäude mit einem Tor, das in den Innenhof führt. Über diesem Tor ist das Jahr der Fertigstellung des Schlosses und das Allianzwappen der Familien De Lamargelle und von Bocholtz zu sehen. Auch dieser Turm hat eine Kuppelhaube mit einer Spitze. Die Burg ist vollständig von einem Wassergraben umgeben, so dass sie als Wasserburg bezeichnet werden kann. Das Schloss ist im manieristischen maasländischen Renaissancestil erbaut, mit Fassaden, die alle reich mit Türstürzen (Bänder aus Namur-Stein im Wechsel mit roten Ziegeln), Fensterrahmen aus Namur-Stein und einem Gesims aus Namur-Stein verziert sind.
Die von 1767 bis 1770 vom Lütticher Architekten Etienne Fayen durchgeführten Renovierungsarbeiten betrafen vor allem das Innere des Schlosses und umfassten Stuckdekorationen und Vertäfelungen im Stil Ludwigs XV. im Erdgeschoss sowie bemalte obere Türstücke im Speisesaal. Später wurden das Innere und die Wendeltreppe des Obergeschosses im Stil von Ludwig XVI. gestaltet. Im Schloss befindet sich auch ein Kaminsims aus Schloss Oost.
Beim Umbau in den Jahren 1881–1886 wurden Dächer hinzugefügt, die Spitze des Eckturms wurde erneuert und der Treppenturm erhielt eine Zwiebelhaube. Die Südfassade erhielt Kreuzstockfenster aus Blaustein und das Gesims wurde teilweise erneuert. Der Eingang zum Schloss im Innenhof wurde im Stil der Neorenaissance erneuert.
Neben dem Schloss befindet sich ein Torhaus mit Vorhof, beide aus dem Jahr 1649, das nach einem Brand im selben Jahr wieder aufgebaut wurde. Das Torhaus hat ein behelmtes Dach mit einer geknickten Spitze und einen Torrahmen aus Hartstein an der Feldseite. Diese Gebäude wurden in den Jahren 1883–1885 restauriert, wobei der nördliche Teil neu gebaut wurde.
Der Park, der um 1900 angelegt wurde, ist frei zugänglich. Er wurde von dem damals berühmten französischen Gartenarchitekten Achille Duchêne (1866–1947) als Ersatz für einen Park aus dem späten 18. Jahrhundert angelegt. Von diesem ursprünglichen Park ist nur noch der Teil auf der Nordseite des Schlosses mit einem Eiskeller aus dem 18. Jahrhundert erhalten. Im heutigen Park befinden sich ein Teich im Stil des Neorokoko und eine Skulpturengruppe mit drei Putten. An der südlichen Terrassenwand befinden sich einige Büsten und Gartenvasen aus dem Nahen Osten. Eine der Statuen stellt den Hirtengott Pan dar, ein beliebtes Motiv des Ancien Régime.
Im Jahr 1952 stürzte der Turm mit dem Eingangstor über dem Graben ein. Im Jahr 1958 wurde er wiederaufgebaut.

## Trivia
- Im Jahr 1672 hatte der Statthalter Wilhelm III. von Oranien während seines Kampfes gegen die Franzosen (Belagerung von Maastricht, 1673) sein Hauptquartier im Schloss eingerichtet. Im Jahr 1676 ließ er sich erneut im Schloss Eijsden nieder.
- Auch der französische Marschall Graf Ulrich Friedrich Waldemar von Löwendal hatte 1748 während der Schlacht bei Lauffeldt sein Hauptquartier im Schloss. Nach der Eroberung wurde er französischer Gouverneur von Maastricht.
- Im Jahr 1995 wohnte Königin Beatrix im Schloss, als sie in Eijsden den Tag der Königin feierte.